# Antinomie
Eine Antinomie (altgriechisch ἀντί anti „gegen“ und νόμος nomos „Gesetz“; sinngemäß „Unvereinbarkeit von Gesetzen“) ist eine spezielle Art des logischen Widerspruchs, bei der die zueinander in Widerspruch stehenden Aussagen gleichermaßen gut begründet oder (im Fall formaler Systeme) bewiesen sind.

## Begriffsklärung
Antinomien finden sich der Sache nach, wenn auch nicht im Wortsinn bereits bei Platon (vergleiche Phaedon 102; Rep. 523 ff., Parm. 135 E). Die moderne Verwendungsweise geht auf einen juristischen Begriff des 17. Jahrhunderts zurück. Philosophische Bedeutung erhält er in Immanuel Kants Kritik der reinen Vernunft (KrV). In der transzendentalen Dialektik definiert Kant eine Antinomie als einen „Widerstreit der Gesetze“ (KrV A407/B434).
In der modernen Logik wird der Begriff nicht ganz einheitlich verwendet und ist zum Teil nicht scharf gegen den Begriff der Paradoxie abgegrenzt. Im deutschen Sprachraum ist es jedoch weitgehend üblich, den Ausdruck „Antinomie“ für solche Widersprüche zu reservieren, die im Rahmen eines formalen Systems streng beweisbar sind und somit auf einen Fehler bei der Konzeption der Schlussregeln oder der Axiome dieses Systems hinweisen (z. B. die Antinomien der naiven Mengenlehre, die bekannteste ist die Russellsche Antinomie). Als Paradox oder Paradoxie (altgriechisch παρά para „neben, abseits“ und δόξα doxa „Erwartung, Meinung“, παράδοξον paradoxon „wider Erwarten, wider die gewöhnliche Meinung“) wird dann im Gegensatz dazu meist eine wohlbegründete Aussage bezeichnet, die der landläufigen Meinung widerspricht, was aber keine echten logischen Schwierigkeiten bewirkt. Viele wissenschaftliche Einsichten können in diesem harmlosen Sinn paradox erscheinen (z. B. die Zwillingsparadoxie in der Einsteinschen Relativitätstheorie oder die sogenannten Paradoxien der materialen Implikation in der formalen Logik; vergleiche Relevanzlogik). Wohl unter dem Einfluss des Englischen, wo der Ausdruck antinomy nicht besonders verbreitet und in seiner Anwendung meist auf die Kantischen Antinomien beschränkt ist, wird der Ausdruck „Paradoxie“ (englisch paradox) jedoch häufig auch in einem weiten Sinn verwendet, der auch die Antinomien umfasst.
Unter einem „Widerspruch“ wiederum wird in der modernen Logik einfach die Konjunktion aus einer Aussage und ihrer Negation verstanden, also eine Aussage der Form {\displaystyle A\land \neg A} (lies: „A und Nicht-A“). Dieser (sehr weit gefasste) Begriff verhält sich neutral gegenüber der Frage der Beweisbarkeit bzw. Begründbarkeit und umfasst z. B. auch solche Widersprüche, die im Rahmen eines indirekten Beweises eigens zu dem Zweck hergeleitet werden, eine der an der Herleitung beteiligten Annahmen zu negieren. Nicht jeder Widerspruch ist deshalb philosophisch problematisch.
Wiederum unabhängig von diesem – im modernen Sinne logischen – Gebrauch wird das vieldeutige Wort „Widerspruch“ ferner in der Hegelschen Dialektik völlig anders verwendet und umfasst dort auch gesellschaftliche Antagonismen, Konflikte und Ähnliches.

## Antinomien in der modernen Logik, Mathematik und Sprachphilosophie

### Unterscheidung semantischer und logischer Antinomien
Geläufig ist die Unterscheidung der Antinomien in semantische und logische.
Logische Antinomien sind Antinomien, die sich aus nur formallogischen Gründen ergeben. (Stattdessen spricht man auch von logischen Paradoxien oder mengentheoretischen Antinomien.)
Semantische Antinomien sind Antinomien, die sich aus der Semantik der verwendeten Ausdrücke ergeben.
(Synonym ist auch von linguistischen oder grammatikalischen Antinomien die Rede).

### Logische Antinomien

#### Begriff
Das gemeinsame Kennzeichen der logischen Antinomien wird u. a. von Alfred Tarski und Bertrand Russell in der „Selbstbeziehung“ oder „Rückbeziehung“ gesehen.

#### Beispiele
- das Burali-Forti-Paradoxon (Antinomie von Burali-Forti) (Antinomie der Menge aller Ordnungszahlen) (1897)
- die erste Cantorsche Antinomie (1897)
- die zweite Cantorsche Antinomie (Antinomie der Mengen aller Mengen) (1899)
- die Russellsche Antinomie (Antinomie der Menge aller Mengen, die sich nicht selbst als Element enthalten) (1901/1903);
  - anschaulich: Antinomie des Barbiers

#### Lösungen
Zur Überwindung logischer Antinomien wurde von Bertrand Russell die sogenannte Typentheorie eingeführt.
Kritisiert wird an ihr, dass sie zwar die Russellsche Antinomie vermeide, nicht aber die Paradoxien von Epimenides (Antinomie des Lügners) und Grellings löse und im Übrigen mit einer „künstlich erscheinenden Hierarchie“ arbeite.

### Semantische Antinomien

#### Beispiele
- das Lügner-Paradox (die Antinomie des Lügners);
- die Grelling-Nelson-Antinomie.

#### Lösungen
Eine Möglichkeit der Lösung der semantischen Antinomien ist
- das Verbot der Selbstbezüglichkeit, vergleiche Sprachstufentheorie.

Nach modifizierender Auffassung geht es spezifischer um eine negative Selbstbeziehung, die in sich widersprüchlich sei.

## Die Kantischen Antinomien
Die vier Antinomien der reinen Vernunft in der Transzendentalen Dialektik (KrV A 426/B 454ff.) sollen bei Kant den „Widerstreit der transzendentalen Ideen“ und damit den antinomischen Charakter der reinen Vernunft überhaupt belegen, die einerseits Bedingtes durch Unbedingtes zu begründen sucht, andererseits aber immer bis ins Unendliche weitere Bedingungen auffinden will. Die Antinomien bestehen aus „Thesis“ und „Antithesis“, für die jeweils ein „Beweis“ vorgelegt wird:
1. „Die Welt hat einen Anfang in der Zeit, und ist dem Raum nach auch in Grenzen eingeschlossen.“ –
„Die Welt hat keinen Anfang, und keine Grenzen im Raume, sondern ist, sowohl in Ansehung der Zeit, als des Raumes, unendlich.“
2. „Eine jede zusammengesetzte Substanz in der Welt besteht aus einfachen Teilen, und es existiert überall nichts als das Einfache, oder das, was aus diesem zusammengesetzt ist.“ –
„Kein zusammengesetztes Ding in der Welt besteht aus einfachen Teilen, und es existiert überall nichts Einfaches in derselben.“ (unendliche Teilbarkeit)
3. „Die Kausalität nach Gesetzen der Natur ist nicht die einzige, aus welcher die Erscheinungen der Welt insgesamt abgeleitet werden können. Es ist noch eine Kausalität durch Freiheit zur Erklärung derselben anzunehmen notwendig.“ –
„Es ist keine Freiheit, sondern alles in der Welt geschieht lediglich nach Gesetzen der Natur.“
4. „Zu der Welt gehört etwas, das, entweder als ihr Teil, oder ihre Ursache, ein schlechthin notwendiges Wesen ist.“ –
„Es existiert überall kein schlechthin notwendiges Wesen, weder in der Welt, noch außer der Welt, als ihre Ursache.“

- Hauptartikel: Antinomien der reinen Vernunft

## Zitat
- Alfred Tarski: „Das Auftauchen einer Antinomie ist für mich ein Krankheitssymptom.“[5]
- Werner Helsper: "Bezogen auf Bildungs- und Erziehungsprozesse ist eine Antinomie dadurch bestimmt, dass für das professionelle pädagogische Handeln widerstreitende Orientierungen vorliegen, die entweder beide Gültigkeit beanspruchen können oder die nicht prinzipiell aufzuheben sind. Dadurch kann es in besonders schwierigen und zugespitzten pädagogischen Situationen zu Handlungsverstrickungen kommen, die als pädagogische Paradoxien zu bezeichnen sind."[6]